# Cognet
Cognet is een gemeente in het Franse departement Isère (regio Auvergne-Rhône-Alpes) en telt 50 inwoners (2009). De plaats maakt deel uit van het arrondissement Grenoble.

## Geografie
De oppervlakte van Cognet bedraagt 1,8 km², de bevolkingsdichtheid is dus 27,8 inwoners per km².
De onderstaande kaart toont de ligging van Cognet met de belangrijkste infrastructuur en aangrenzende gemeenten.

## Demografie
Onderstaande figuur toont het verloop van het inwonertal (bron: INSEE-tellingen).